# 大陈岛
大陈岛，行政上隶属于中华人民共和国浙江省台州市椒江区大陈镇，位于椒江区东南22公里的东海海上。
大陈岛由“上大陈岛”（面积7平方公里）和“下大陈岛”（面积4.89平方公里）组成，同属台州列岛。下大陈岛是大陈镇的驻在地。岛上森林覆盖率达50－60%，为省级海上森林公园。
于1955年以前由中華民國政府控制。1955年中国人民解放军进攻该岛，中華民國國軍在战役中战败，同年二月由美军第七舰队护航，将所有军民撤出大陈岛，史称大陈岛撤退。

## 開闢傳說
明代以前的大陳島並無居民在此定居，但因其鄰近三門灣、台州灣、樂清灣及溫州灣等海域，這裡豐富的海洋資源讓大陳島在魚汛來臨時，便會有來自臨海葭芷、柵浦漁民前往捕魚，也會有黃巖縣金清、下梁兩鎮的漁民來這裡張籠(捉墨魚)。直至明朝萬曆年間，才有來自福建閩江口的漁民夫婦定居大陳島。:32

## 簡史
大陳島原屬浙江省溫嶺縣，二戰期間曾被大日本帝國佔領。共產黨在第二次國共內戰戰勝中華民國政府，中華民國政府遷到臺灣，但仍控制着大陈岛在内的大陸少数岛屿。
1950年代初的台灣海對峙中，軍事地位相對提升，中華民國基於戰備需求，在大陳島修建硬體設施，成果比較顯著的是教育和衛生方面。1951年開始推展基礎教育，開辦了許多学校，並成立第一所中學中正中學。1953年衛生所成立，醫療資源和硬體設施的投入，使島上衛生環境和居民衛生習慣明顯改善。
1954年5月7至9日，中華民國總統蔣介石在蔣經國和國防部長俞大維等陪同，赴上下大陳島和南麂島巡視防務，慰問國軍，成為蔣最後一次回浙江。
1955年1月，中國人民解放軍進攻一江山島，國軍在一江山島戰役中戰敗，使大陳島難守。2月，中華民國國軍撤退，毁壞设施，向台灣撤退，随后人民解放軍進駐大陳島。
1956年1月，时任共青团中央书记处第一书记的胡耀邦向温州青年发出「组成志愿垦荒队，开发建设大陈岛」的号召。当年1月31日，首批227名青年登上大陈岛开始了垦荒生活，到1960年共有467名垦荒队员上岛垦荒。2013年1月6日，胡耀邦铜像在大陈岛揭幕。

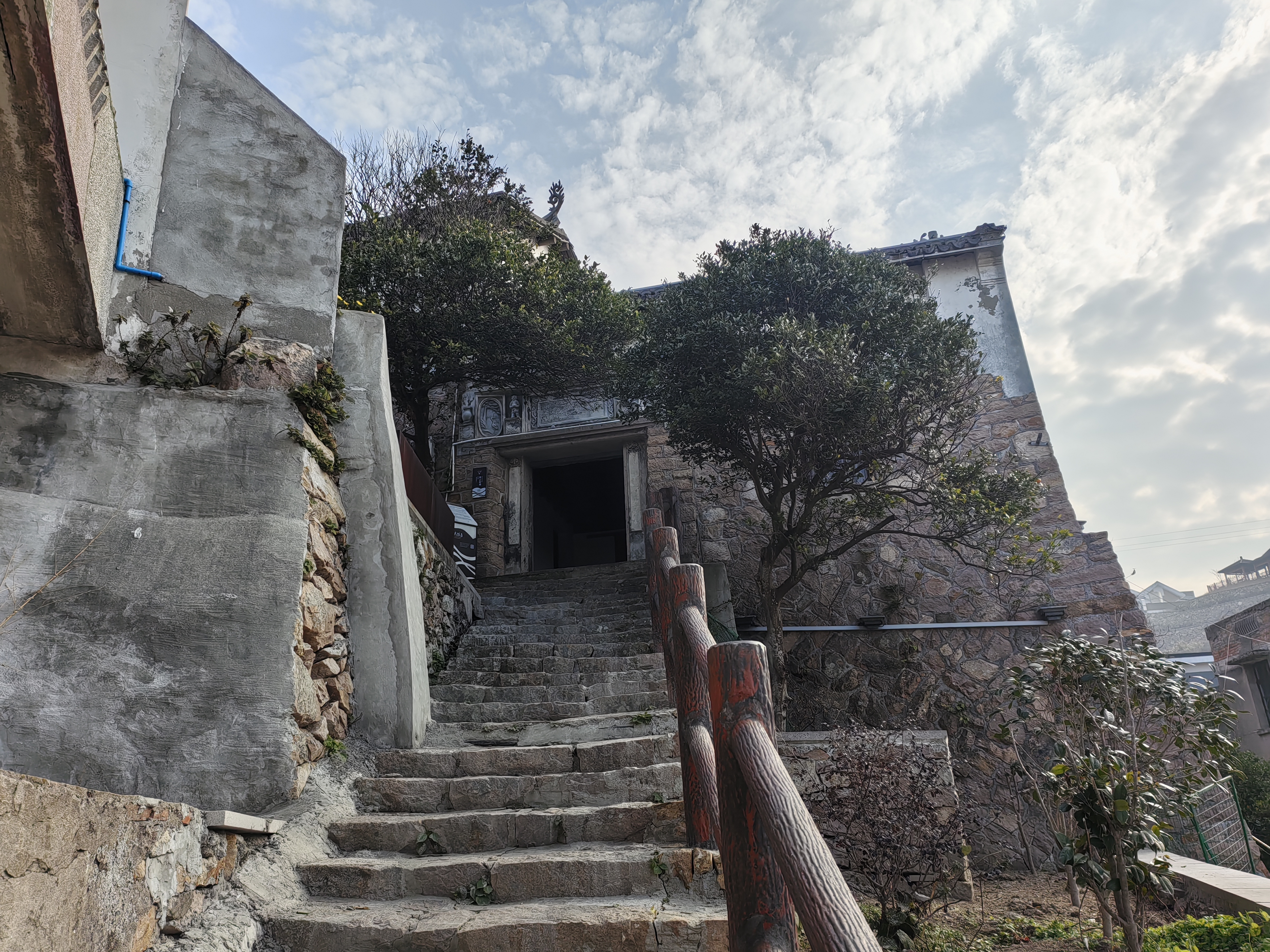
下大陳島蔣經國舊居
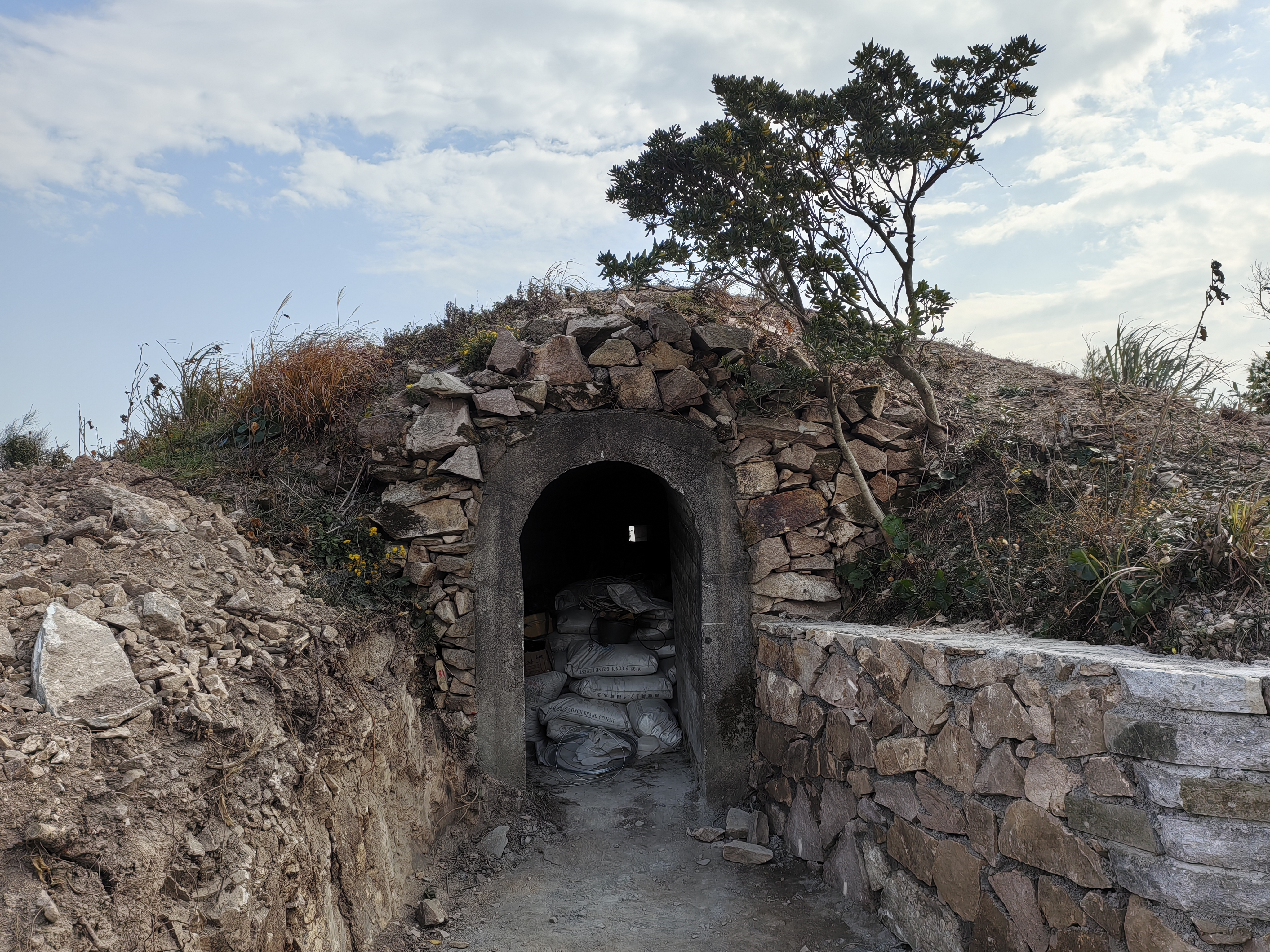
下大陳島104高地
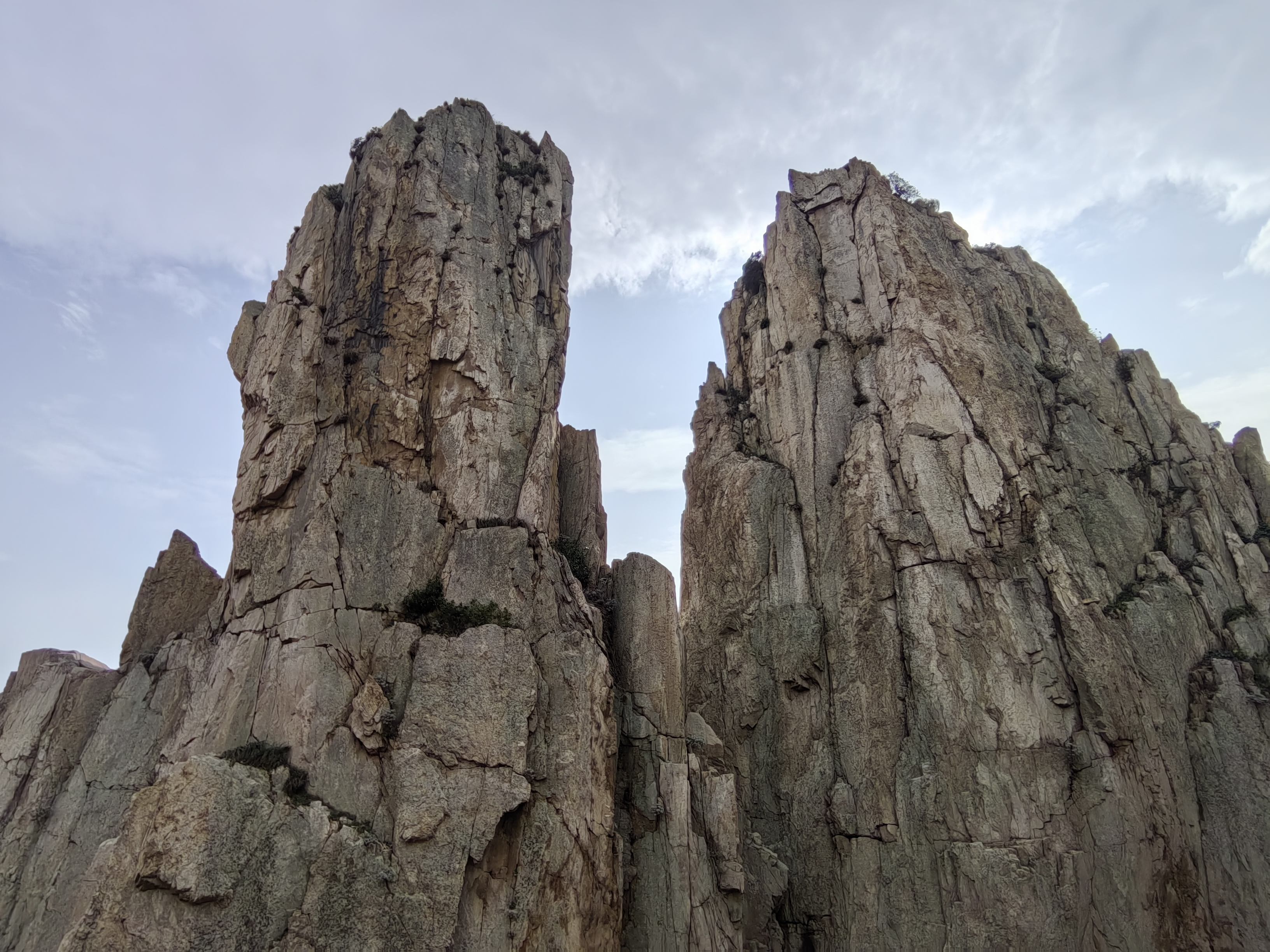
下大陳島甲午岩
上大陳島江浙反共救國軍總指揮部
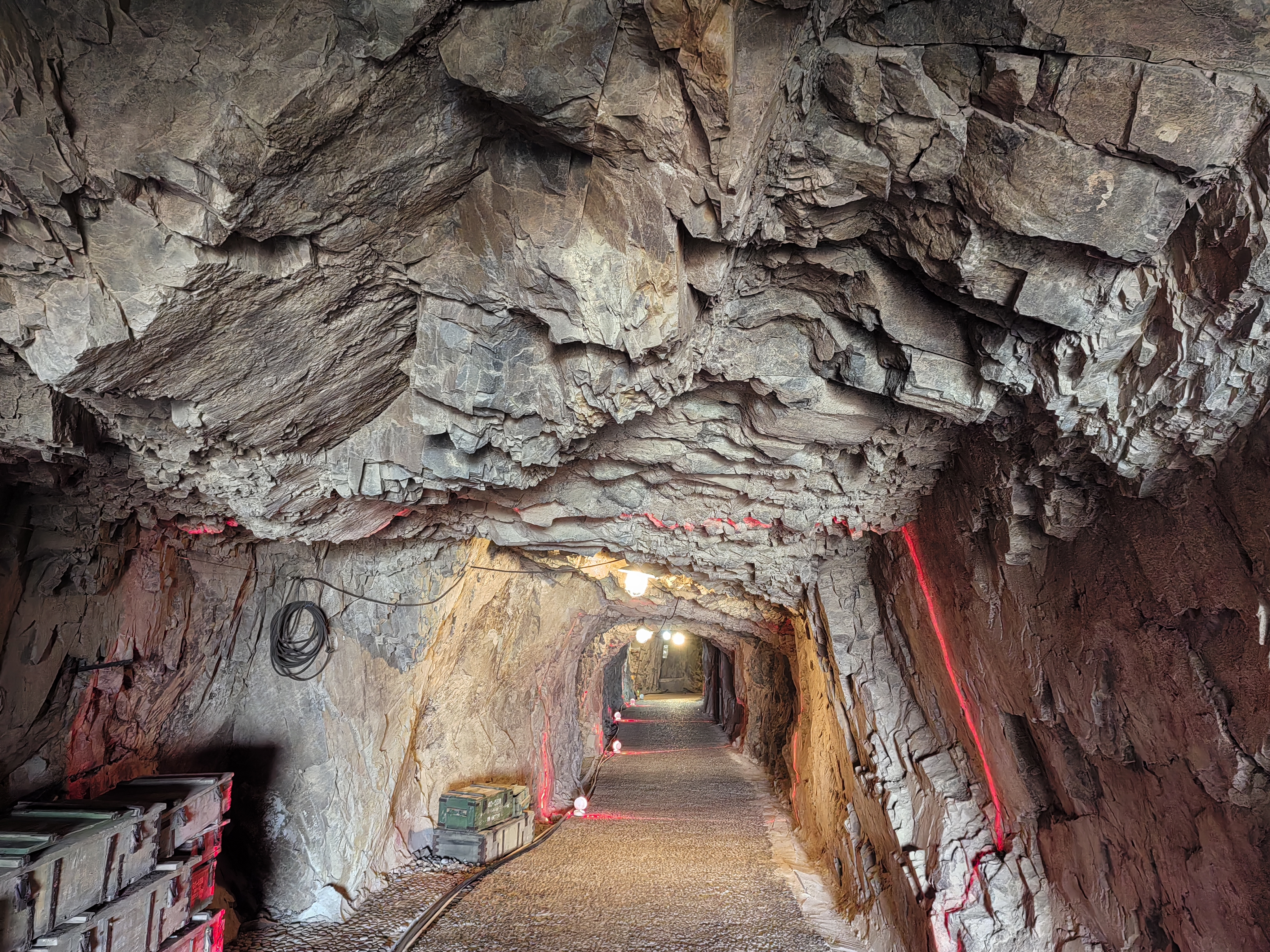
中國人民解放軍在上大陳島設置的1號洞口
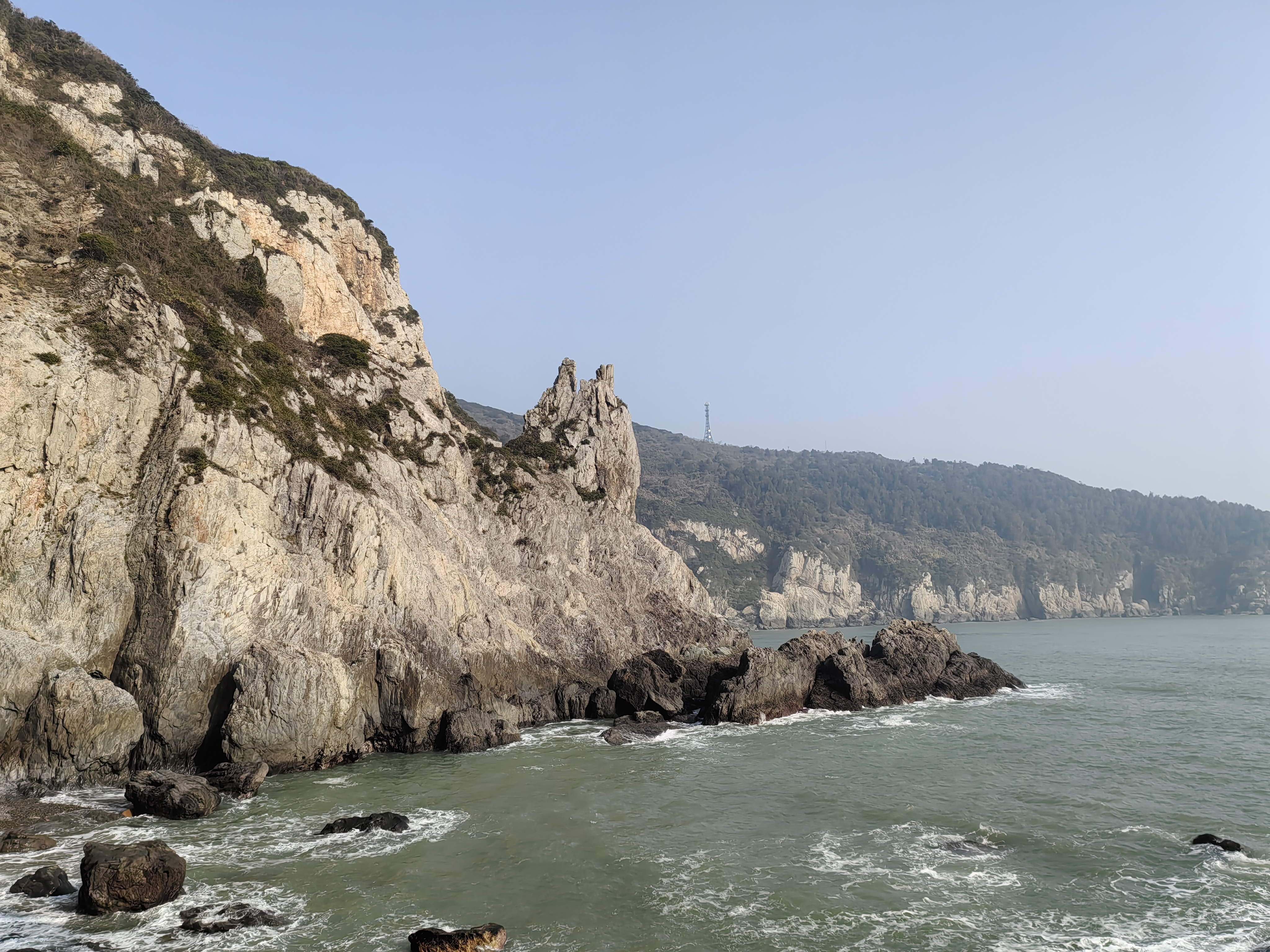
上大陳島乌沙头